# Língua sinama
Sama (também chamada  sinama ou sama de Sule) é a língua dos sama que vivem no Arquipélago Sulu e também pelos Banguingui. Há diferenças entre o modo de falar das diversas ilhas e o site Ethnologue divide a língua em três outras com base na inteligibilidade: sama meridional, central (90 mil falantes - 2000) e balangigi .  A língua sama pangutaran apresenta maiores diferenças. 

## Dialetos
A variante do sul tem os dialetos Dilaut-Badjao, Sama Laminusa, Sama Tabawan, Sama Sibaud, Sama Manubal, Sama Musu, Sama Silumpake o de Simunul, o qual é o mais importante. Nesse dialeto há a canção Kiriring Pakiriring (ou Dalay Dalay) e essa variante é inteligível em 59% com a língua tausug e em 79% com a balangingi.
O Dilat-Badjao é o mais falado sendo a língua dos chamados "ciganos do mar"

## Falantes
Falantes de Sinama podem ser encontrados nas principais províncias das Filipinas, tais como Luzon, Visayas e Mindanao.
Há diferentes estimativas para o total de falantes, 100 mil a 400 mil. Dos falantes de sama que a usam como 1ª língua somente 1% são alfabetizados, porém, dentre os que a têm como 2ª língua a alfabetização é de 15% (dados de 1987). São cristãos ou muçulmanos

## Escrita
Sama usa o alfabeto latino sem as letras C, F, Q, V, Z.

## Amostra de texto
- Sama - Sai na mbal alasa ma bahasana akalap lagi' min hayop maka min daing alangsa.
- Tagalo - Tagalog  Ang hindi marunong magmahal sa sariling wika, masahol pa sa hayop at malansang isda.
- Tradução -  um inglês que não ama sua língua é pior que um peixe podre.